# Silvanoprus sikhotensis
Silvanoprus sikhotensis es una especie de coleóptero de la familia Silvanidae.

## Distribución geográfica
Habita en Rusia.